# Блистава масница
Блистава масница (Pinguicula crystallina) је врста из рода масница.

## Опис
Листови су дуги од 15 до 25 мм, широки од 10 до 25 мм, широкоелиптични до дугуљасти, са повијеним ободом и усеченим или тупим врхом. Презимљујући листови су незнатно мањи. Цветне дршке су дугачке од 30 до 60 мм, са густим жлездама. Чашица је са две усне. Горња усна је са три режња, који су одвојени скоро до основе. Доња усна је са два режња, која су спојена до половине своје дужине, са тупим врховима. Круница је дуга од 8 до 15 мм, са две усне које праве угао од 90° или више, беле боје са љубичасто-плавим врхома. Гротло и оструга су жуто-зелени, гротло са неколико црвено-смеђих пруга. Горња усна је са два режња, која су раѕдвојена и тупих врхова. Доња усна је са три режња, који су одвојени или се незнатно преклапају, сваки са тупим или зарубљеним врхом. Оструга је усковаљкаста, дуга од 4 до 6 мм, незнатно повијена или права. Семе је дуго 0,7 до 0,85 мм, ваљкасто или елипсоидно, са мрежастом кором.

## Станиште
Ова врста је литофитна, и настањује стене око цурака, потока и водопада, као и тресаве. Може се наћи на висини од 250 до 1900 м.

## Распрострањење
Насељава планину Тродос и шуму Лемесос на Кипру и широко подручје јужне Анадолије у Турској.